# Södra Bačka

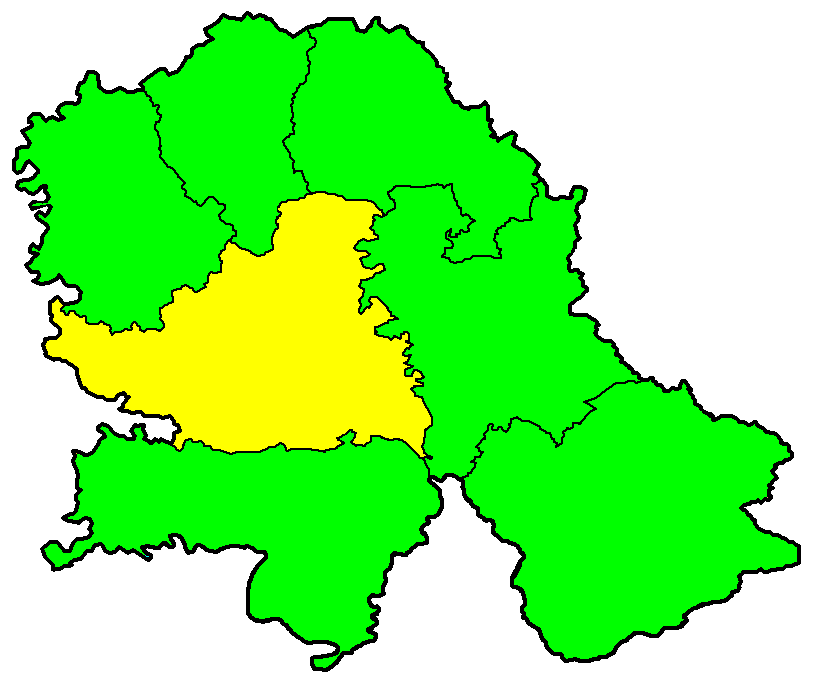
Södra Bačka i Vojvodina

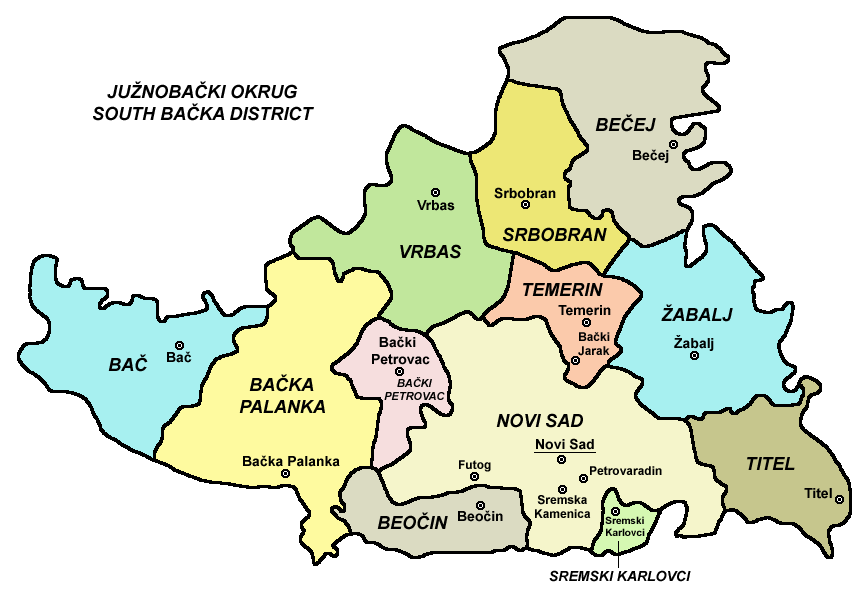
Södra Bačka

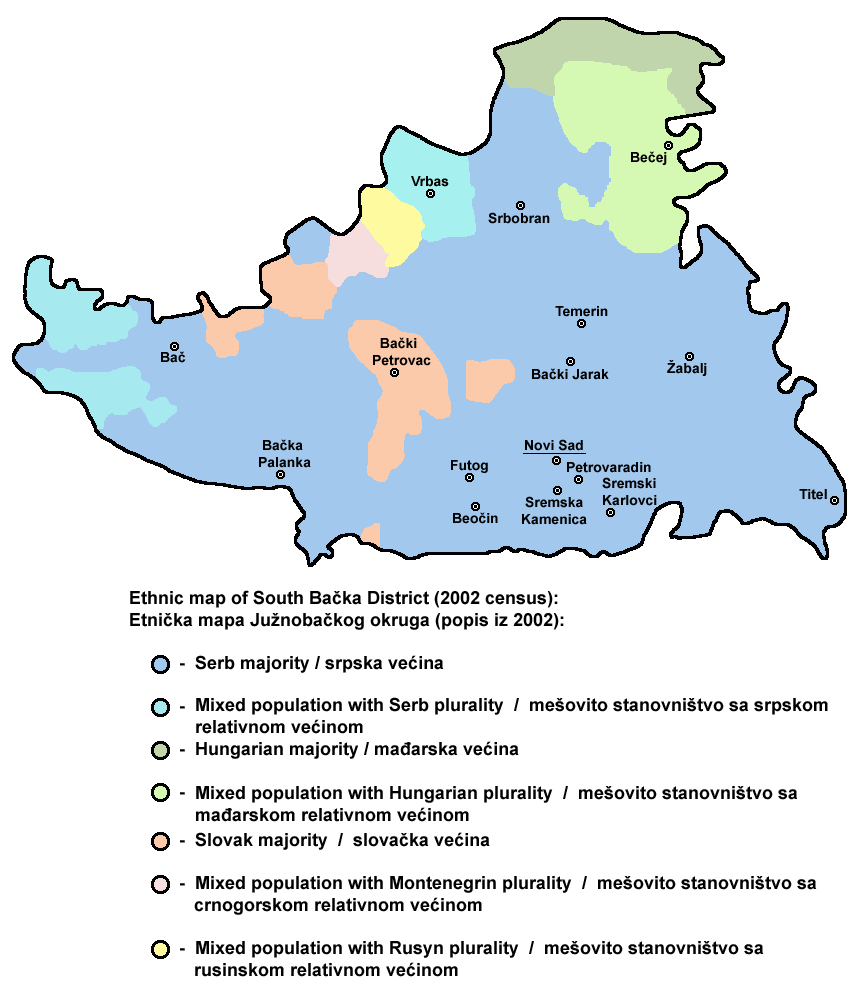

Södra Bačka (serb. Јужнобачки округ eller Južnobački okrug) är ett distrikt i området Bačka i provinsen Vojvodina, norra Serbien.
Distriktet består av 77 orter varav 61 byar och har 593 666 invånare (2002). Distriktets area är 4 016 km². Den största staden och distriktets säte är Novi Sad, som är provinshuvudstad och Serbiens näst största stad.

## Administrativ indelning
Södra Banat består av följande 11 kommuner samt staden Novi Sad, som är uppdelad i två kommuner:
- Srbobran (Србобран)
- Bač (Бач)
- Bečej (Бечеј, ungerska Óbecse)
- Vrbas (Врбас)
- Bačka Palanka (Бачка Паланка)
- Bački Petrovac (Бачки Петровац, slovakiska Báčsky Petrovec)
- Žabalj (Жабаљ)
- Titel (Тител)
- Temerin (Темерин)
- Beočin (Беочин)
- Sremski Karlovci (Сремски Карловци)

Novi sad med kommunerna:
- Novi Sad (Нови Сад)
- Petrovaradin (Петроварадин)

## Demografi
Folkgrupper 2002:
- Serber (69,06%)
- Ungrare (9,28%)
- Slovaker (4,65%)
- Montenegriner (2,92%)
- Jugoslaver (2,68%)
- Kroater (2,02%)
- Rusiner (1,25%)
- Romer (1,01%)
- övriga.